# Mpulungu
Mpulungu est une petite ville de Zambie, dans la province du Nord. Elle est au centre d'un district comptant 67 602 habitants (recensement 2000). Située à une altitude de 788 mètres à l'extrémité sud du Lac Tanganyika, c'est le seul port du pays. À ce titre, la ville marque le terminus du MV Liemba, le navire de passagers qui la relie chaque semaine à Kigoma en Tanzanie en remontant la rive orientale du lac.
L'activité économique est dominée par la pêche.
La ville la plus proche est Mbala (anciennement Abercorn), distante de 40 km par une route goudronnée.